# Slowenisches Theatermuseum

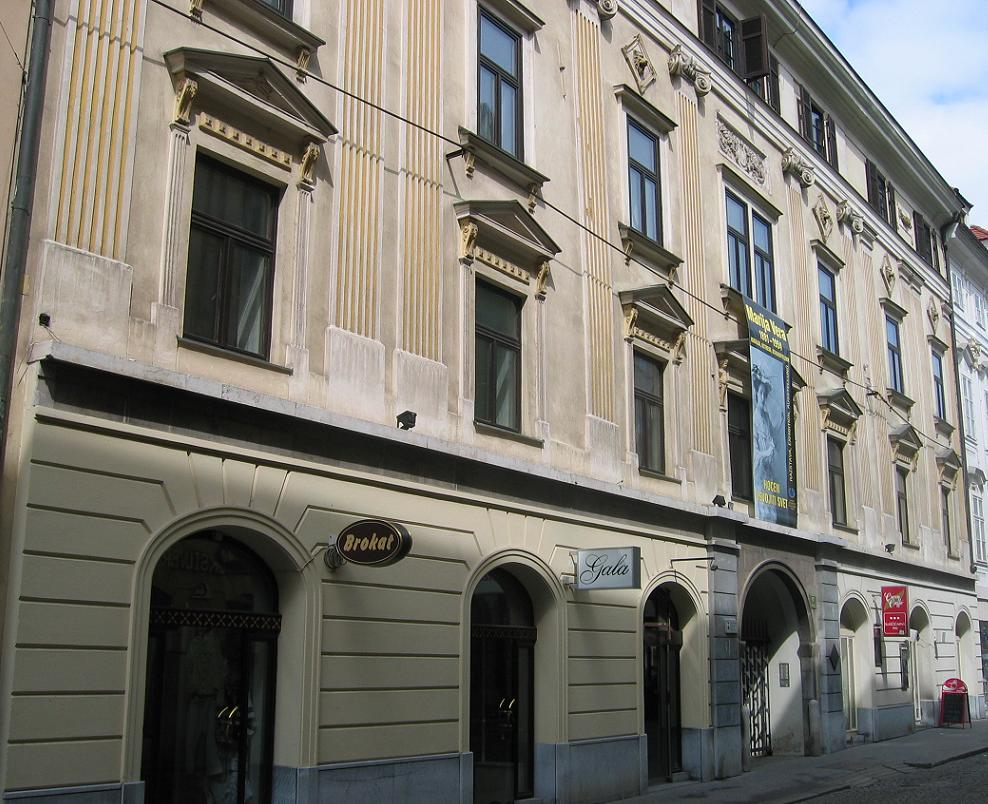
Rakovec-Haus, Standort des Slowenischen Theatermuseums

Das Slowenische Theatermuseum (slowenisch Gledališki muzej) ist in Slowenien die zentrale Museumseinrichtung für die Bewahrung, Dokumentation und Präsentation, Erforschung, Interpretation und Förderung des slowenischen Theatererbes. Träger des Museums ist das Slowenische Theaterinstitut (SLOGI). Das Museum hat seine Räumlichkeiten im Rakovec-Haus auf dem Stadtplatz im Stadtzentrum von Ljubljana (Mestni trg 17).

## Geschichte des Museums
Das Slowenische Theatermuseum wurde am 29. November 1952 gegründet. Erste Aufgabe war die Zusammenführung und Bewertung von Theater-bezogenen Materialien, die in verschiedenen slowenischen Archiven und Fundorten aufbewahrt worden waren. In den 1960er Jahren startete das Museum mit der Publikationsreihe Dokumenti eine periodische Veröffentlichung, die sich mit der slowenischen Theatergeschichte befasst. Zum 100. Jahrestag der Dramatischen Gesellschaft veröffentlichte das Museum eine umfassende Monographie mit dem Titel Das Repertoire der slowenischen Theater 1867 bis 1967. Als Träger des Museums wurde 2014 das Slowenische Theaterinstitut (SLOGI) gegründet. Es fördert insbesondere auch internationale Kooperationen und Bildungsaktivitäten.

## Museumsgebäude
Das Museum hat seinen Standort im Rakovec-Haus (Palais Raigersfeld – ehemals im Besitz von Franz Heinrich von Raigersfeld) gegenüber dem Alten Rathaus am Stadtplatz. Mehrere berühmte Slowenen lebten in diesem Gebäude: der Barockmaler Fortunat Bergant, der Dichter und Autor der slowenischen Nationalhymne France Prešeren, der Schriftsteller Miran Jarc und der Geiger Tomaž Lorenz.

## Aktivitäten
Die Museumsarbeit hat folgende Schwerpunkte:
- In der Ikonothek (Bild- und Materialdatenbank) wird visuelles Theatermaterial sammelt, d. h. Sammlungen von Bühnenfotografien, Bühnen- und Kostümentwürfen, Theaterblättern und -plakaten, Kunstmaterialien.
- Das Theaterarchiv umfasst den gesamten schriftlichen Nachlass, d. h. persönliche Nachlässe und Manuskripte von Theaterschaffenden.
 Audiosammlung und Videoarchiv sammelt Video- und Audiodokumentationen[9]
- Die Theaterbibliothek sammelt die gesamte, zugängliche slowenische Theaterliteratur.[10]
- Die Abteilung für theaterpädagogische Programme ist für Kinder, Jugendliche, Erwachsene, Familien und gefährdete Gruppen bestimmt.

Zu den herausragenden Artefakten, die das Museum aufbewahrt, gehören einige der Manuskripte und Briefe der größten Namen des slowenischen Theaters, darunter einige von Cankar sowie Bühnenskizzen von August Černigoj, dem Begründer des Konstruktivismus, einem der prominentesten Vertreter der historischen Avantgarde in der slowenischen bildenden Kunst.